# Iran op de Olympische Winterspelen 1956
Tijdens de Olympische Winterspelen van 1956, die in Cortina d'Ampezzo (Italië) werden gehouden, nam Iran voor de eerste keer deel.

## Deelnemers en resultaten

### Alpineskiën
| Olympiër        | Discipline       | Resultaat | Prestatie                      |
| --------------- | ---------------- | --------- | ------------------------------ |
| Benik Amirian   | afdaling (m)     | 44e       | 5.02,7 (+2.10,5)               |
| Benik Amirian   | reuzenslalom (m) | dq        | diskwalificatie                |
| Benik Amirian   | slalom (m)       | dq        | diskwalificatie                |
| Reza Bazargan   | afdaling (m)     | dq        | diskwalificatie                |
| Reza Bazargan   | reuzenslalom (m) | 75e       | 4.15,0 (+1.14,9)               |
| Reza Bazargan   | slalom (m)       | dq        | diskwalificatie                |
| Mahmoud Beiglou | afdaling (m)     | 39e       | 4.22,0 (+1.29,8)               |
| Mahmoud Beiglou | reuzenslalom (m) | 82e       | 4.43,9 (+1.43,8)               |
| Mahmoud Beiglou | slalom (m)       | 55e       | 5.51,3 (+2.36,6) 2.56,7+2.54,6 |

Australië · België · Bolivia · Bulgarije · Canada · Chili · Duits eenheidsteam · Finland · Frankrijk · Griekenland · Groot-Brittannië · Hongarije · IJsland · Iran · Italië · Japan · Joegoslavië · Libanon · Liechtenstein · Nederland · Noorwegen · Oostenrijk · Polen · Roemenië ·  Sovjet-Unie · Spanje · Tsjecho-Slowakije · Turkije · Verenigde Staten · Zuid-Korea · Zweden · Zwitserland